# Fußball-Weltmeisterschaft 2018/Japan
Dieser Artikel behandelt die japanische Fußballnationalmannschaft bei der Fußball-Weltmeisterschaft 2018. Japan nahm zum sechsten Mal an der Endrunde teil. Seit der ersten Teilnahme 1998 konnte sich Japan immer qualifizieren. Japan ist die erste Mannschaft in der WM-Geschichte, die sich aufgrund der Fair-Play-Wertung für das Achtelfinale qualifizieren konnte, da sie in den Spielen gegen Kolumbien, Polen und den Senegal weniger gelbe Karten als die punkt- und torgleichen Senegalesen erhielten.

## Qualifikation
Die Mannschaft qualifizierte sich über die Qualifikation des asiatischen Fußballverbandes AFC.

### Spiele

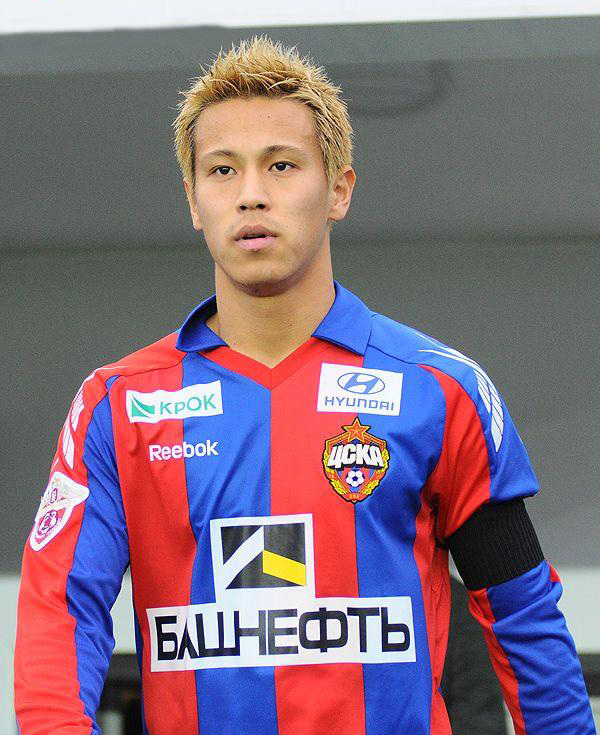
Keisuke Honda, bester japanischer Torschütze in der Qualifikation

Japan musste erst in der zweiten Runde eingreifen und traf dabei in der als Gruppenphase ausgetragenen Runde auf Afghanistan, Kambodscha, Singapur und Syrien. Von den acht daraus entstandenen Begegnungen konnte Japan sieben gewinnen und spielte nur im ersten Spiel remis. Dabei blieben die Japaner immer ohne Gegentor und erzielten außer im torlosen ersten Spiel immer mindestens zwei Tore. Als Gruppensieger qualifizierte sich Japan für die dritte Runde, die wieder als Gruppenphase stattfand. Hier trafen die Japaner auf Australien, Saudi-Arabien, die Vereinigten Arabischen Emirate, den Irak und Thailand. Von zehn Spielen verloren die Japaner das erste und letzte Spiel. Zudem spielten sie zweimal remis. Durch einen 2:0-Sieg gegen Australien gelang den Japanern bereits am vorletzten Spieltag die vorzeitige Qualifikation für die WM-Endrunde. Die Australier hatten zwar letztlich weniger Spiele verloren als die vor ihnen platzierten Japaner und Saudis, da sie aber nur fünf gewannen und viermal nacheinander remis spielten, mussten sie sich aufgrund der schlechteren Tordifferenz gegenüber den punktgleichen Saudis mit dem dritten Platz begnügen und den Weg über inner- und interkontinentale Playoffs gehen um sich dann auch noch zu qualifizieren.
Insgesamt setzte Nationaltrainer Vahid Halilhodžić, der die Mannschaft im März 2015 nach dem Viertelfinalaus bei der Asienmeisterschaft übernommen hatte, in den 18 Spielen 39 Spieler ein, von denen 19 auch im Kader für die Asienmeisterschaft 2015 standen. Zwei Spieler kamen in allen Spielen zum Einsatz: Genki Haraguchi und Maya Yoshida. Zehn Spieler hatten nur einen Einsatz. Am 29. März 2016 machte Shinji Okazaki beim Qualifikationsspiel gegen Syrien sein 100. Länderspiel. Ein Jahr später erzielte er im Qualifikationsspiel gegen Thailand sein 50. Länderspieltor. Auch Kapitän Makoto Hasebe kam während der Qualifikation zu seinem 100. Länderspiel: am 1. September 2016 im ersten Spiel der dritten Runde gegen die Vereinigten Arabischen Emirate.
Bester Torschütze war Keisuke Honda mit sieben Toren. Es folgen Shinji Kagawa mit sechs sowie Genki Haraguchi und Shinji Okazaki mit je fünf Toren. Insgesamt steuerten 15 Japaner mindestens ein Tor zu den 41 selber geschossenen Toren bei, zudem profitierten sie von je einem Eigentor eines kambodschanischen, afghanischen und syrischen Spielers, so dass sie auf 44 Tore kamen (Schnitt 2,44 pro Spiel). Weltmeister Deutschland und Belgien, die in zehn Spielen ebenso viele Tore erzielten, kamen auf einen Schnitt von 4,3 Toren pro Spiel.

### Zweite Runde
| Datum      | Spielort      | Gastgeber   |   | Gast        | Ergebnis  | Torschützen für Japan                                                                                           |
| ---------- | ------------- | ----------- | - | ----------- | --------- | --- |
| 16.06.2015 | Saitama       | Japan       | – | Singapur    | 0:0       | |
| 03.09.2015 | Saitama       | Japan       | – | Kambodscha  | 3:0 (1:0) | Keisuke Honda (28.), Maya Yoshida (50.), Shinji Kagawa (61.)                                                    |
| 08.09.2015 | Teheran (IRN) | Afghanistan | – | Japan       | 0:6 (0:2) | Shinji Kagawa (10., 49.), Masato Morishige (35.), Shinji Okazaki (57., 60.), Keisuke Honda (74.)                |
| 08.10.2015 | Sib (OMA)     | Syrien      | – | Japan       | 0:3 (0:0) | Keisuke Honda (55./Elfmeter), Shinji Okazaki (70.), Takashi Usami (88.)                                         |
| 12.11.2015 | Kallang       | Singapur    | – | Japan       | 0:3 (0:2) | Mū Kanazaki (20.), Keisuke Honda (26.), Maya Yoshida (87.)                                                      |
| 17.11.2015 | Phnom Penh    | Kambodscha  | – | Japan       | 0:2 (0:0) | Eigentor Kambodscha (52.), Keisuke Honda (90.)                                                                  |
| 24.03.2016 | Saitama       | Japan       | – | Afghanistan | 5:0 (1:0) | Shinji Okazaki (43.), Hiroshi Kiyotake (58.), Eigentor Afghanistan (63.), Maya Yoshida (74.), Mū Kanazaki (78.) |
| 29.03.2016 | Saitama       | Japan       | – | Syrien      | 5:0 (1:0) | Eigentor Syrien (17.), Shinji Kagawa (66., 90.), Keisuke Honda (86.), Genki Haraguchi (90.+3)                   |

1. ↑  Afghanistan hat alle seine Heimspiele im Iran ausgetragen. Quelle = Mir Farhad Ali Khan: Crisis-Hit Countries Can Play World Cup Qualifiers in Iran, In: Persianfootball.com vom 29. April 2015.
2. ↑  Syrien hat alle seine Heimspiele im Oman ausgetragen.

#### Abschlusstabelle der zweiten Runde
| Pl. | Land        | Sp. | S | U | N | Tore    | Diff. | Punkte |
| --- | ----------- | --- | - | - | - | ------- | ----- | ------ |
| 1.  | Japan       | 8   | 7 | 1 | 0 | 027:000 | +27   | 22     |
| 2.  | Syrien      | 8   | 6 | 0 | 2 | 026:110 | +15   | 18     |
| 3.  | Singapur    | 8   | 3 | 1 | 4 | 009:900 | ±0    | 10     |
| 4.  | Afghanistan | 8   | 3 | 0 | 5 | 008:240 | −16   | 09     |
| 5.  | Kambodscha  | 8   | 0 | 0 | 8 | 001:270 | −26   | 0      |

### Dritte Runde
| Datum      | Spielort      | Gastgeber          |   | Gast               | Ergebnis  | Torschützen für Japan                                                         |
| ---------- | ------------- | ------------------ | - | ------------------ | --------- | ----------------------------------------------------------------------------- |
| 01.09.2016 | Saitama       | Japan              | – | Ver. Arab. Emirate | 1:2 (1:1) | Keisuke Honda (11.)                                                           |
| 06.09.2016 | Bangkok       | Thailand           | – | Japan              | 0:2 (0:1) | Genki Haraguchi (19.), Takuma Asano (75.)                                     |
| 06.10.2016 | Saitama       | Japan              | – | Irak               | 2:1 (1:0) | Genki Haraguchi (26.), Hotaru Yamaguchi (90.+5)                               |
| 11.10.2016 | Melbourne     | Australien         | – | Japan              | 1:1 (0:1) | Genki Haraguchi (5.)                                                          |
| 15.11.2016 | Saitama       | Japan              | – | Saudi-Arabien      | 2:1 (1:0) | Hiroshi Kiyotake (45./Elfmeter), Genki Haraguchi (80.)                        |
| 23.03.2017 | al-Ain        | Ver. Arab. Emirate | – | Japan              | 0:2 (0:1) | Yūya Kubo (14.), Yasuyuki Konno (52.)                                         |
| 28.03.2017 | Saitama       | Japan              | – | Thailand           | 4:0 (2:0) | Shinji Kagawa (8.), Shinji Okazaki (19.), Yūya Kubo (57.), Maya Yoshida (83.) |
| 13.06.2017 | Teheran (IRN) | Irak               | – | Japan              | 1:1 (0:1) | Yūya Ōsako (8.)                                                               |
| 31.08.2017 | Saitama       | Japan              | – | Australien         | 2:0 (1:0) | Takuma Asano (41.), Yōsuke Ideguchi (82.)                                     |
| 05.09.2017 | Dschidda      | Saudi-Arabien      | – | Japan              | 1:0 (0:0) |                                                                               |

1. ↑  Der Irak hat alle seine Heimspiele im Iran ausgetragen. Quelle = Mir Farhad Ali Khan: Crisis-Hit Countries Can Play World Cup Qualifiers in Iran, In: Persianfootball.com vom 29. April 2015.

#### Abschlusstabelle der dritten Runde
| Pl. | Land               | Sp. | S | U | N | Tore    | Diff. | Punkte |
| --- | ------------------ | --- | - | - | - | ------- | ----- | ------ |
| 1.  | Japan              | 10  | 6 | 2 | 2 | 017:700 | +10   | 20     |
| 2.  | Saudi-Arabien      | 10  | 6 | 1 | 3 | 017:100 | +7    | 19     |
| 3.  | Australien         | 10  | 5 | 4 | 1 | 016:110 | +5    | 19     |
| 4.  | Ver. Arab. Emirate | 10  | 4 | 1 | 5 | 010:130 | −3    | 13     |
| 5.  | Irak               | 10  | 3 | 2 | 5 | 011:120 | −1    | 11     |
| 6.  | Thailand           | 10  | 0 | 2 | 8 | 006:240 | −18   | 02     |

### Spiele
| Datum             | Ergebnis | Gegner     | Austragungsort          | Torschützen für Japan                                                             |
| ----------------- | -------- | ---------- | ----------------------- | --------------------------------------------------------------------------------- |
| 6. Oktober 2017   | 2:1      | Neuseeland | Toyota                  | Yūya Ōsako (50.), Shū Kurata (88.)                                                |
| 10. Oktober 2017  | 3:3      | Haiti      | Yokohama                | Shū Kurata (7.), Ken’yū Sugimoto (17.), Shinji Kagawa (90.+2)                     |
| 10. November 2017 | 1:3      | Brasilien  | Villeneuve d’Ascq (FRA) | Tomoaki Makino (63.)                                                              |
| 14. November 2017 | 0:1      | Belgien    | Brügge                  |                                                                                   |
| 9. Dezember 2017  | 1:0      | Nordkorea  | Tokio                   | Yōsuke Ideguchi (90.+4)                                                           |
| 12. Dezember 2017 | 2:1      | China      | Tokio                   | Yū Kobayashi (84.), Gen Shōji (88.)                                               |
| 16. Dezember 2017 | 1:4      | Südkorea   | Tokio                   | Yū Kobayashi (3./Elfmeter)                                                        |
| 24. März 2018     | 1:1      | Mali       | Lüttich (BEL)           | Shoya Nakajima (90.+5)                                                            |
| 27. März 2018     | 1:2      | Ukraine    | Lüttich (BEL)           | Tomoaki Makino (41.)                                                              |
| 30. Mai 2018      | 0:2      | Ghana      | Yokohama                |                                                                                   |
| 8. Juni 2018      | 0:2      | Schweiz    | Lugano                  |                                                                                   |
| 12. Juni 2018     | 4:2      | Paraguay   | Innsbruck (AUT)         | Takashi Inui (51., 63.), Federico Santander (77./Eigentor), Shinji Kagawa (90.+1) |

Anmerkungen:
- Kursiv gesetzte Mannschaften sind nicht für die WM qualifiziert. Für die Neuseeländer war das Spiel ein Vorbereitungsspiel für die Playoff-Spiele gegen Peru, in denen sie scheiterten.
- Für die Spiele im Dezember bei der Ostasienmeisterschaft wurden nur acht Spieler nominiert, die auch in den Qualifikationsspielen zum Einsatz kamen, dort aber maximal viermal eingesetzt wurden. Fünf Spieler hatten noch keine A-Länderspielerfahrung.[3]
- Am 9. April wurde Nationalmannschaftstrainer Vahid Halilhodžić entlassen und durch Akira Nishino ersetzt.[4]

### Quartier
Teamquartier wird die Trainingsanlage von Rubin Kasan in Kasan sein.

## Kader

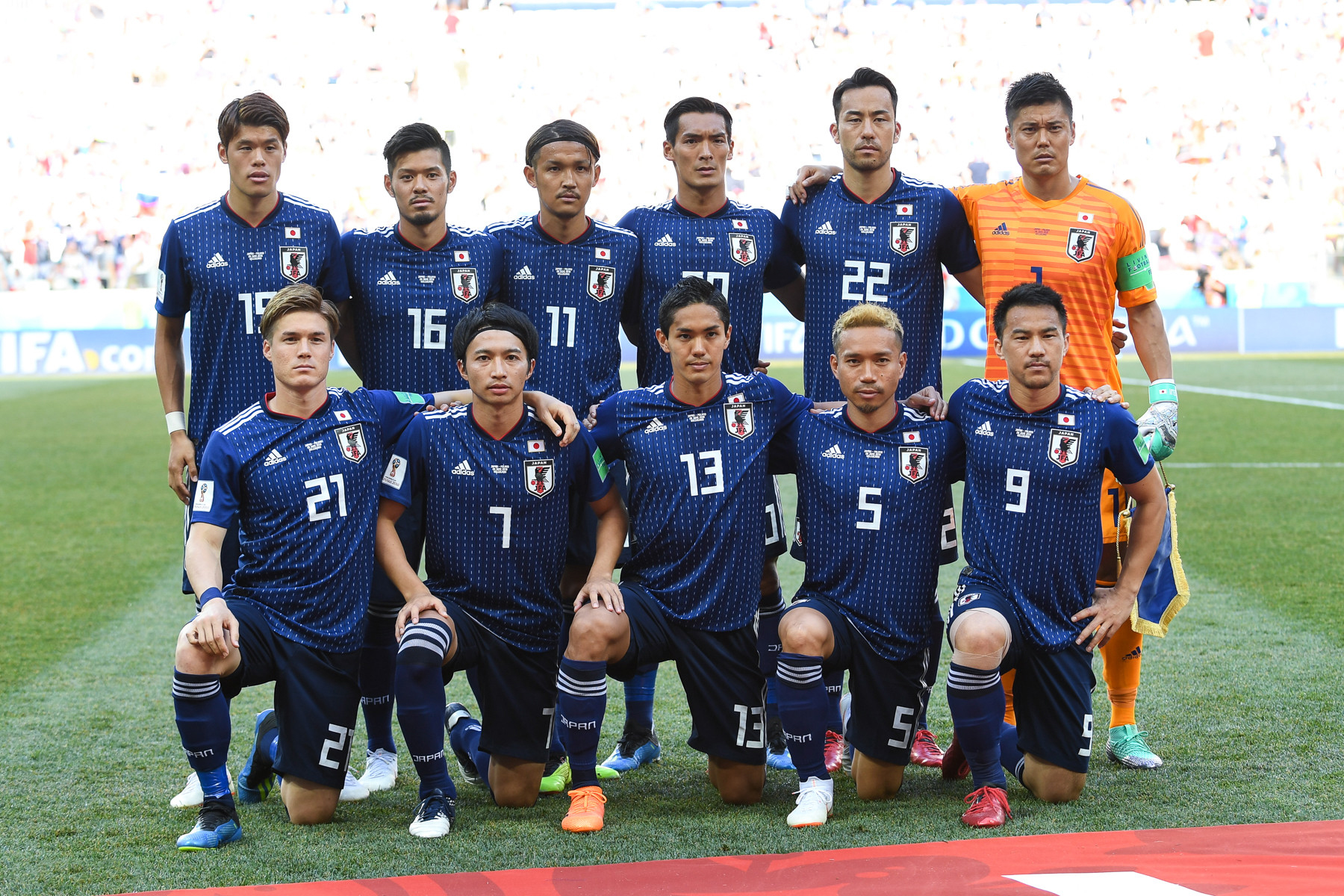
Die japanische Mannschaft bei der WM vor dem Spiel gegen Polen

Eine vorläufige Spielerliste enthält 27 Spieler. Am 31. Mai wurde die Liste auf 23 Spieler reduziert. Gestrichen wurden Toshihiro Aoyama, Takuma Asano, Yosuke Ideguchi und Kento Misao. Von diesen reisen aber Takuma Asano und Yosuke Ideguchi als Backup mit ins Trainingslager nach Österreich. In den WM-Kader können sie nur rücken, wenn sich ein nominierter Spieler bis 24 Stunden vor dem ersten Spiel verletzt.
| Position      | Nr.                 | Name                 | Geburts- datum | Einsätze | Tore | Verein                | Debüt | Letzter Einsatz | Anzahl der Spiele | Tor | Gelbe Karte | Gelb-Rote Karte | Rote Karte | WM-Teilnahmen | WM-Spiele (vor 2018) | WM-Tore (vor 2018) |
| ------------- | ------------------- | -------------------- | -------------- | -------- | ---- | --------------------- | ----- | --------------- | ----------------- | --- | ----------- | --------------- | ---------- | ------------- | -------------------- | ------------------ |
| Tor           | 12                  | Masaaki Higashiguchi | 12.05.1986     | 005      | 0    | Gamba Osaka           | 2015  | 12.06.2018      |                   |     |             |                 |            |               |                      |                    |
| Tor           | 01                  | Eiji Kawashima       | 20.03.1983     | 084      | 0    | FC Metz↓              | 2008  | 08.06.2018      | 4                 |     | 1           |                 |            | 2010, 2014    | 7                    | 0                  |
| Tor           | 23                  | Kōsuke Nakamura      | 27.02.1995     | 004      | 0    | Kashiwa Reysol        | 2017  | 12.06.2018      |                   |     |             |                 |            |               |                      |                    |
| Abwehr        | 06                  | Wataru Endō          | 09.02.1993     | 012      | 0    | Urawa Red Diamonds    | 2015  | 12.06.2018      |                   |     |             |                 |            |               |                      |                    |
| Abwehr        | 20                  | Tomoaki Makino       | 11.05.1987     | 032      | 04   | Urawa Red Diamonds    | 2010  | 08.06.2018      | 1                 |     | 1           |                 |            |               |                      |                    |
| Abwehr        | 05                  | Yūto Nagatomo        | 12.09.1986     | 105      | 03   | Galatasaray IstanbulM | 2008  | 08.06.2018      | 4                 |     |             |                 |            | 2010, 2014    | 7                    | 0                  |
| Abwehr        | 21                  | Gōtoku Sakai         | 14.03.1991     | 041      | 0    | Hamburger SV↓         | 2012  | 12.06.2018      | 1                 |     |             |                 |            | 2014          | 0                    | 0                  |
| Abwehr        | 19                  | Hiroki Sakai         | 12.04.1990     | 043      | 0    | Olympique Marseille   | 2012  | 12.06.2018      | 4                 |     |             |                 |            | 2014          | 0                    | 0                  |
| Abwehr        | 03                  | Gen Shōji            | 11.12.1992     | 012      | 01   | Kashima Antlers       | 2015  | 12.06.2018      | 3                 |     |             |                 |            |               |                      |                    |
| Abwehr        | 02                  | Naomichi Ueda        | 24.10.1994     | 004      | 0    | Kashima Antlers       | 2017  | 12.06.2018      |                   |     |             |                 |            |               |                      |                    |
| Abwehr        | 22                  | Maya Yoshida         | 24.08.1988     | 082      | 10   | FC Southampton        | 2011  | 08.06.2018      | 4                 |     |             |                 |            | 2014          | 3                    | 0                  |
| Mittelfeld    | 08                  | Genki Haraguchi      | 09.05.1991     | 033      | 06   | Fortuna DüsseldorfM2↑ | 2011  | 12.06.2018      | 3                 | 1   |             |                 |            |               |                      |                    |
| Mittelfeld    | 17                  | Makoto Hasebe        | 18.01.1984     | 110      | 02   | Eintracht FrankfurtP  | 2006  | 08.06.2018      | 4                 |     | 1           |                 |            | 2010, 2014    | 7                    | 0                  |
| Mittelfeld    | 04                  | Keisuke Honda        | 13.06.1986     | 095      | 36   | CF Pachuca            | 2009  | 08.06.2018      | 3                 | 1   |             |                 |            | 2010, 2014    | 7                    | 3                  |
| Mittelfeld    | 14                  | Takashi Inui         | 02.06.1988     | 027      | 04   | SD Eibar              | 2010  | 12.06.2018      | 4                 | 2   | 1           |                 |            |               |                      |                    |
| Mittelfeld    | 10                  | Shinji Kagawa        | 17.03.1989     | 092      | 30   | Borussia Dortmund     | 2008  | 12.06.2018      | 3                 | 1   |             |                 |            | 2014          | 3                    | 0                  |
| Mittelfeld    | 18                  | Ryōta Ōshima         | 23.01.1993     | 005      | 0    | Kawasaki FrontaleM    | 2017  | 08.06.2018      |                   |     |             |                 |            |               |                      |                    |
| Mittelfeld    | 07                  | Gaku Shibasaki       | 28.05.1992     | 018      | 03   | FC Getafe             | 2014  | 12.06.2018      | 4                 |     | 1           |                 |            |               |                      |                    |
| Mittelfeld    | 11                  | Takashi Usami        | 06.05.1992     | 024      | 03   | Fortuna DüsseldorfM2↑ | 2015  | 12.06.2018      | 2                 |     |             |                 |            |               |                      |                    |
| Mittelfeld    | 16                  | Hotaru Yamaguchi     | 06.10.1990     | 042      | 02   | Cerezo OsakaP         | 2013  | 12.06.2018      | 3                 |     |             |                 |            | 2014          | 3                    | 0                  |
| Sturm         | 13                  | Yoshinori Mutō       | 15.07.1992     | 023      | 02   | 1. FSV Mainz 05       | 2014  | 12.06.2018      | 1                 |     |             |                 |            |               |                      |                    |
| Sturm         | 09                  | Shinji Okazaki       | 16.04.1986     | 113      | 50   | Leicester City        | 2008  | 12.06.2018      | 3                 |     |             |                 |            | 2010, 2014    | 7                    | 2                  |
| Sturm         | 15                  | Yūya Ōsako           | 18.05.1990     | 029      | 07   | 1. FC Köln↓           | 2013  | 12.06.2018      | 4                 | 1   |             |                 |            | 2014          | 2                    | 0                  |
| Trainer- stab | Trainer             | Akira Nishino        | 07.04.1955     | 012      | 01   |                       | 2018  |                 |                   |     |             |                 |            |               |                      |                    |
| Trainer- stab | Trainer- assistent  | Makoto Teguramori    | 14.11.1967     |          |      |                       |       |                 |                   |     |             |                 |            |               |                      |                    |
| Trainer- stab | Trainer- assistent  | Hajime Moriyasu      | 23.08.1968     | 035      | 01   |                       |       |                 |                   |     |             |                 |            |               |                      |                    |
| Trainer- stab | Konditions- trainer | Naoki Hayakawa       | 09.03.1993     |          |      |                       |       |                 |                   |     |             |                 |            |               |                      |                    |
| Trainer- stab | Konditions- trainer | Tomohiro Ogai        | 05.01.1974     |          |      |                       |       |                 |                   |     |             |                 |            |               |                      |                    |
| Trainer- stab | Torwart- trainer    | Yukiya Hamano        | 28.09.1972     |          |      |                       |       |                 |                   |     |             |                 |            |               |                      |                    |
| Trainer- stab | Torwart- trainer    | Takashi Shimoda      | 28.11.1975     | 001      | 0    |                       |       |                 |                   |     |             |                 |            |               |                      |                    |

1. ↑  Nummern gemäß offizieller Kaderliste (Memento des Originals vom 5. Juni 2018 im Internet Archive)  Info: Der Archivlink wurde automatisch eingesetzt und noch nicht geprüft. Bitte prüfe Original- und Archivlink gemäß Anleitung und entferne dann diesen Hinweis.
2. 1 2  Stand: 12. Juni 2018 nach dem Spiel gegen Paraguay
3. ↑  Kursiv gesetzte Vereine spielten im WM-Jahr in der zweithöchsten Liga, M = Meister im WM-Jahr, M2 = Meister der 2. Liga im WM-Jahr, P = Pokalsieger im WM-Jahr, ↓ = Absteiger im WM-Jahr, ↑ = Verein spielt in der nächsten Saison in der 1. Liga,

## Endrunde

### Gruppenauslosung
Für die Auslosung der Qualifikationsgruppen am 1. Dezember war Japan Topf 4 zugeordnet. Die Mannschaft traf in der Gruppe H, der einzigen Gruppe ohne aktuellen oder Ex-Weltmeister auf Kolumbien, Polen und den Senegal. Kolumbien war letzter Gegner bei der letzten WM und durch eine 1:4-Niederlage schied Japan aus. Auch in der Vorrunde des FIFA-Konföderationen-Pokal 2003 trafen beide im letzten Spiel aufeinander und Japan schied auch dort durch ein 0:1 aus. Zudem gibt es ein torloses Remis in einem Freundschaftsspiel. Gegen Polen ist die Bilanz dagegen positiv mit zwei Siegen in Freundschaftsspielen und 7:0 Toren. Auch gegen den Senegal gab es zuvor nur drei Freundschaftsspiele mit einem Remis und zwei Niederlagen.
Vor der WM hatte Japan noch nie in Russland gespielt.

### Spiele der Gruppenphase / Gruppe H
| Pl.                                                                                             | Land      | Sp. | S | U | N | Tore    | Diff. | Punkte |
| ----------------------------------------------------------------------------------------------- | --------- | --- | - | - | - | ------- | ----- | ------ |
| 1.                                                                                              | Kolumbien | 3   | 2 | 0 | 1 | 005:200 | +3    | 06     |
| 2.                                                                                              | Japan     | 3   | 1 | 1 | 1 | 004:400 | ±0    | 04     |
| 3.                                                                                              | Senegal   | 3   | 1 | 1 | 1 | 004:400 | ±0    | 04     |
| 4.                                                                                              | Polen     | 3   | 1 | 0 | 2 | 002:500 | −3    | 03     |
| Anmerkung: Japan mit vier gelben Karten vor Senegal mit sechs gelben Karten (Fair-Play-Wertung) |           |     |   |   |   |         |       |        |

| Di., 19. Juni 2018, 15:00 Uhr (14:00 Uhr MESZ) in Saransk       |   |         |           |                                 |
| Kolumbien                                                       | – | Japan   | 1:2 (1:1) | 6./Elfmeter′ Kagawa, 73.′ Ōsako |
| So., 24. Juni 2018, 20:00 Uhr (17:00 Uhr MESZ) in Jekaterinburg |   |         |           |                                 |
| Japan                                                           | – | Senegal | 2:2 (1:1) | 34.′ Inui, 78.′ Honda           |
| Do., 28. Juni 2018, 17:00 Uhr (16:00 Uhr MESZ) in Wolgograd     |   |         |           |                                 |
| Japan                                                           | – | Polen   | 0:1 (0:0) |                                 |

### Spiele der K.-o.-Runde
| Mo., 2. Juli 2018, 21:00 Uhr (20:00 Uhr MESZ) in Rostow am Don (Rostow-Arena) |   |       |           |                         |
| Belgien                                                                       | – | Japan | 3:2 (0:0) | 48′ Haraguchi, 52′ Inui |

Auf Belgien trafen die Japaner im ersten Spiel der Heim-WM 2002 und erreichten ein 2:2. Zudem gab es in Freundschaftsspielen noch zwei Siege, ein Remis und eine Niederlage – im letzten Spiel im November 2017.